# Jacques Gabriel (1630-1686)
Pour les articles homonymes, voir Gabriel et Jacques Gabriel.
Jacques Gabriel — également désigné sous le nom de Jacques IV Gabriel — né vers 1630, mort à Paris le 18 juillet 1686 dans la même ville, est à la fois un maître maçon, un entrepreneur et un architecte français.

## Biographie
La famille Gabriel est une famille de maîtres maçons et d'entrepreneurs normands originaire d'Argentan. Son père s'est établi en Touraine, à Saint-Paterne, vers 1636 d'après G. Despierres. Jacques IV Gabriel est né du premier mariage de Jacques II Gabriel avec Madeleine Abraham, probablement vers 1630, avant que son père s'établisse à Saint-Paterne. Deux autres enfants sont nés de ce mariage : Marie Gabriel, en 1638, et Honorat Gabriel, en 1641. D'un second mariage de Jacques II Gabriel avec Anne Morillon sont nés cinq enfants. 
Il est le premier de la famille Gabriel à quitter la Normandie pour venir tenter sa chance à Paris. Trois autres Gabriel originaires d'Argentan vont le suivre à la même époque, ses cousins, Jacques III, Maurice II et Jean, tous nés à Argentan. Rapidement, ils vont s'intégrer par leurs affaires et leurs mariages dans le réseau des maîtres maçons parisiens.
Le 14 juillet 1663, Jacques Gabriel se marie avec Marie Delisle, la nièce de François Mansart et la sœur de Pierre Delisle-Mansart. C'est François Mansart qui a constitué la moitié de la dot de Marie Delisle. Ce mariage en fait aussi le cousin par alliance de Jules Hardouin-Mansart, le premier architecte du roi.
Père de l’architecte Jacques V Gabriel, né le 6 avril 1667.
Il est intervenu comme entrepreneur sur les travaux du château de Versailles dès 1668. C'est comme entrepreneur qu'il figure sur les comptes des Bâtiments du roi entre 1668 et 1682. Pour réaliser les travaux de Versailles, Jacques IV Gabriel était associé pour un tiers à son cousin Maurice II Gabriel.
Dans les travaux qu'il conduit sur l'aile du Midi du château de Versailles des sommes dont le montant annuel pouvait varier entre 400 000 et 500 000 livres. Les comptes des Bâtiments du roi notent pour l'année 1683 : « Au sieur Gabriel parfait payement de 3 348 743 livres pour ouvrages de maçonnerie qu'il a faits, tant à Versailles qu'ailleurs, depuis l'année 1668 jusques et y compris l'année 1682 ».
En plus du château de Versailles, il est intervenu comme entrepreneur sur les chantiers :
- de la manufacture des Gobelins,
- d'une partie du Palais royal,
- d'une partie l'hôtel de Condé, à Paris,
- du château de Clagny.

Entre 1680 et 1686, à la demande de la Grande Mademoiselle, il a conçu et construit le château de Choisy. Jacques IV Gabriel s'est inspiré du premier château de Versailles pour son plan et du château de Clagny pour son élévation. Mlle de Montpensier rend justice à l'architecte dans ses Mémoires : « Gabriel, un fort bon architecte qui suivit parfaitement mes intentions ».

Construction du Pont Royal en 1687
Lieven Cruyl

Le Pont Royal ayant été détruit en 1684, Louis XIV décide de le reconstruire en pierre à ses frais en 1685. Les plans sont de Jules Hardouin-Mansart. Le frère Romain a été l'expert technique pour la réalisation des fondations des piles dans le lit de la Seine. C'est Jacques IV Gabriel qui se charge de réaliser les travaux pour un devis de 675 000 livres en tenant compte des remarques et modifications par luy faites sur ledit devis. Ce qui est acté par le Conseil d'État le 10 mars 1685. Son cousin Jacques III Gabriel cautionne les travaux. Mais il meurt le 18 juillet 1686, avant la fin de la construction du pont. Marie Delisle n'a pas réussi à se décharger des travaux de finition de la construction du pont qu'elle a poursuivis et qui ont alors été achevés avec l'aide de son frère Pierre Delisle-Mansart. Le Pont Royal est reçu le 13 juin 1689 et jours suivants par Libéral Bruant, architecte, Louis Goujon, expert juré, et le Frère Romain, dDominicain.
À sa mort, il laisse une fortune estimée à 355 272 livres.
Jacques V Gabriel étant mineur au moment de la mort de son père, pour pouvoir lui permettre de reprendre ses affaires et la charge de contrôleur général des bâtiments du roi laissée vacante par la mort de Michel Hardouin, le conseil de famille a décidé de l'émanciper le 3 juillet 1687.
Il avait acheté une propriété à Villeneuve-Saint-Georges où le prince de Conti lui a rendu visite, peu avant sa mort, en 1686.

## Généalogie simplifiée
|                             |                             |                             |                             |                             |                             |  |  |                                                |                                                |                                                |                                                |                                                |                                                |                                    |                                    |                                    |                                    |                                                                       |                                                                       |                                                                       |                                                                       |                                                                       |                                                                       | Jehan Mansart (maître maçon)               | Jehan Mansart (maître maçon)               | Jehan Mansart (maître maçon)               | Jehan Mansart (maître maçon)               | Jehan Mansart (maître maçon)                      | Jehan Mansart (maître maçon)                      |                                                   |                                                   |                                                   |                                                   |                                                  |                                                  | Jacques Le Roy (maître maçon)                    | Jacques Le Roy (maître maçon)                    | Jacques Le Roy (maître maçon) | Jacques Le Roy (maître maçon) | Jacques Le Roy (maître maçon)                | Jacques Le Roy (maître maçon)                |                                              |                                              |                                              |                                              |                                            |                                            |                                            |                                            |                                            |                                            |                                     |                                     |                        |                        |                        |                        |               |               |                                   |                                   |                                   |                                   |                                               |                                               |                                               |                                               |                                               |                                               |                                           |                                           |                                                |                                                |                                                |                                                |                                                |                                                |                                  |                                  |                                               |                                               |                                               |                                               |                                               |                                               |  |  |  |  |
|                             |                             |                             |                             |                             |                             |  |  |                                                |                                                |                                                |                                                |                                                |                                                |                                    |                                    |                                    |                                    |                                                                       |                                                                       |                                                                       |                                                                       |                                                                       |                                                                       | Jehan Mansart (maître maçon)               | Jehan Mansart (maître maçon)               | Jehan Mansart (maître maçon)               | Jehan Mansart (maître maçon)               | Jehan Mansart (maître maçon)                      | Jehan Mansart (maître maçon)                      |                                                   |                                                   |                                                   |                                                   |                                                  |                                                  | Jacques Le Roy (maître maçon)                    | Jacques Le Roy (maître maçon)                    | Jacques Le Roy (maître maçon) | Jacques Le Roy (maître maçon) | Jacques Le Roy (maître maçon)                | Jacques Le Roy (maître maçon)                |                                              |                                              |                                              |                                              |                                            |                                            |                                            |                                            |                                            |                                            |                                     |                                     |                        |                        |                        |                        |               |               |                                   |                                   |                                   |                                   |                                               |                                               |                                               |                                               |                                               |                                               |                                           |                                           |                                                |                                                |                                                |                                                |                                                |                                                |                                  |                                  |                                               |                                               |                                               |                                               |                                               |                                               |  |  |  |  |
|                             |                             |                             |                             |                             |                             |  |  |                                                |                                                |                                                |                                                |                                                |                                                |                                    |                                    |                                    |                                    |                                                                       |                                                                       |                                                                       |                                                                       |                                                                       |                                                                       | Absalon Mansart (charpentier)              | Absalon Mansart (charpentier)              | Absalon Mansart (charpentier)              | Absalon Mansart (charpentier)              | Absalon Mansart (charpentier)                     | Absalon Mansart (charpentier)                     |                                                   |                                                   |                                                   |                                                   |                                                  |                                                  | Michelle Le Roy                                  | Michelle Le Roy                                  | Michelle Le Roy               | Michelle Le Roy               | Michelle Le Roy                              | Michelle Le Roy                              |                                              |                                              |                                              |                                              |                                            |                                            |                                            |                                            |                                            |                                            |                                     |                                     |                        |                        |                        |                        |               |               |                                   |                                   |                                   |                                   |                                               |                                               |                                               |                                               | François Gabriel (maître maçon)               | François Gabriel (maître maçon)               | François Gabriel (maître maçon)           | François Gabriel (maître maçon)           | François Gabriel (maître maçon)                | François Gabriel (maître maçon)                |                                                |                                                |                                                |                                                |                                  |                                  |                                               |                                               |                                               |                                               |                                               |                                               |  |  |  |  |
|                             |                             |                             |                             |                             |                             |  |  |                                                |                                                |                                                |                                                |                                                |                                                |                                    |                                    |                                    |                                    |                                                                       |                                                                       |                                                                       |                                                                       |                                                                       |                                                                       | Absalon Mansart (charpentier)              | Absalon Mansart (charpentier)              | Absalon Mansart (charpentier)              | Absalon Mansart (charpentier)              | Absalon Mansart (charpentier)                     | Absalon Mansart (charpentier)                     |                                                   |                                                   |                                                   |                                                   |                                                  |                                                  | Michelle Le Roy                                  | Michelle Le Roy                                  | Michelle Le Roy               | Michelle Le Roy               | Michelle Le Roy                              | Michelle Le Roy                              |                                              |                                              |                                              |                                              |                                            |                                            |                                            |                                            |                                            |                                            |                                     |                                     |                        |                        |                        |                        |               |               |                                   |                                   |                                   |                                   |                                               |                                               |                                               |                                               | François Gabriel (maître maçon)               | François Gabriel (maître maçon)               | François Gabriel (maître maçon)           | François Gabriel (maître maçon)           | François Gabriel (maître maçon)                | François Gabriel (maître maçon)                |                                                |                                                |                                                |                                                |                                  |                                  |                                               |                                               |                                               |                                               |                                               |                                               |  |  |  |  |
|                             |                             |                             |                             |                             |                             |  |  |                                                |                                                |                                                |                                                |                                                |                                                |                                    |                                    |                                    |                                    |                                                                       |                                                                       |                                                                       |                                                                       |                                                                       |                                                                       |                                            |                                            |                                            |                                            |                                                   |                                                   |                                                   |                                                   |                                                   |                                                   |                                                  |                                                  |                                                  |                                                  |                               |                               |                                              |                                              |                                              |                                              |                                              |                                              |                                            |                                            |                                            |                                            |                                            |                                            |                                     |                                     |                        |                        |                        |                        |               |               |                                   |                                   |                                   |                                   |                                               |                                               |                                               |                                               |                                               |                                               |                                           |                                           |                                                |                                                |                                                |                                                |                                                |                                                |                                  |                                  |                                               |                                               |                                               |                                               |                                               |                                               |  |  |  |  |
|                             |                             |                             |                             |                             |                             |  |  |                                                |                                                |                                                |                                                |                                                |                                                |                                    |                                    |                                    |                                    |                                                                       |                                                                       |                                                                       |                                                                       |                                                                       |                                                                       |                                            |                                            |                                            |                                            |                                                   |                                                   |                                                   |                                                   |                                                   |                                                   |                                                  |                                                  |                                                  |                                                  |                               |                               |                                              |                                              |                                              |                                              |                                              |                                              |                                            |                                            |                                            |                                            |                                            |                                            |                                     |                                     |                        |                        |                        |                        |               |               |                                   |                                   |                                   |                                   |                                               |                                               |                                               |                                               |                                               |                                               |                                           |                                           |                                                |                                                |                                                |                                                |                                                |                                                |                                  |                                  |                                               |                                               |                                               |                                               |                                               |                                               |  |  |  |  |
|                             |                             |                             |                             |                             |                             |  |  | Frémin de Cotte (ingénieur, architecte du roi) | Frémin de Cotte (ingénieur, architecte du roi) | Frémin de Cotte (ingénieur, architecte du roi) | Frémin de Cotte (ingénieur, architecte du roi) | Frémin de Cotte (ingénieur, architecte du roi) | Frémin de Cotte (ingénieur, architecte du roi) |                                    |                                    |                                    |                                    |                                                                       |                                                                       |                                                                       |                                                                       |                                                                       |                                                                       |                                            |                                            | François Mansart (architecte)              | François Mansart (architecte)              | François Mansart (architecte)                     | François Mansart (architecte)                     | François Mansart (architecte)                     | François Mansart (architecte)                     |                                                   |                                                   | Marie Mansart                                    | Marie Mansart                                    | Marie Mansart                                    | Marie Mansart                                    | Marie Mansart                 | Marie Mansart                 |                                              |                                              |                                              |                                              |                                              |                                              | Germain Gaultier (sculpteur et architecte) | Germain Gaultier (sculpteur et architecte) | Germain Gaultier (sculpteur et architecte) | Germain Gaultier (sculpteur et architecte) | Germain Gaultier (sculpteur et architecte) | Germain Gaultier (sculpteur et architecte) |                                     |                                     |                        |                        |                        |                        |               |               |                                   |                                   |                                   |                                   |                                               |                                               |                                               |                                               | Jacques I Gabriel ( -1628) (maître maçon)     | Jacques I Gabriel ( -1628) (maître maçon)     | Jacques I Gabriel ( -1628) (maître maçon) | Jacques I Gabriel ( -1628) (maître maçon) | Jacques I Gabriel ( -1628) (maître maçon)      | Jacques I Gabriel ( -1628) (maître maçon)      |                                                |                                                |                                                |                                                |                                  |                                  |                                               |                                               |                                               |                                               |                                               |                                               |  |  |  |  |
|                             |                             |                             |                             |                             |                             |  |  | Frémin de Cotte (ingénieur, architecte du roi) | Frémin de Cotte (ingénieur, architecte du roi) | Frémin de Cotte (ingénieur, architecte du roi) | Frémin de Cotte (ingénieur, architecte du roi) | Frémin de Cotte (ingénieur, architecte du roi) | Frémin de Cotte (ingénieur, architecte du roi) |                                    |                                    |                                    |                                    |                                                                       |                                                                       |                                                                       |                                                                       |                                                                       |                                                                       |                                            |                                            | François Mansart (architecte)              | François Mansart (architecte)              | François Mansart (architecte)                     | François Mansart (architecte)                     | François Mansart (architecte)                     | François Mansart (architecte)                     |                                                   |                                                   | Marie Mansart                                    | Marie Mansart                                    | Marie Mansart                                    | Marie Mansart                                    | Marie Mansart                 | Marie Mansart                 |                                              |                                              |                                              |                                              |                                              |                                              | Germain Gaultier (sculpteur et architecte) | Germain Gaultier (sculpteur et architecte) | Germain Gaultier (sculpteur et architecte) | Germain Gaultier (sculpteur et architecte) | Germain Gaultier (sculpteur et architecte) | Germain Gaultier (sculpteur et architecte) |                                     |                                     |                        |                        |                        |                        |               |               |                                   |                                   |                                   |                                   |                                               |                                               |                                               |                                               | Jacques I Gabriel ( -1628) (maître maçon)     | Jacques I Gabriel ( -1628) (maître maçon)     | Jacques I Gabriel ( -1628) (maître maçon) | Jacques I Gabriel ( -1628) (maître maçon) | Jacques I Gabriel ( -1628) (maître maçon)      | Jacques I Gabriel ( -1628) (maître maçon)      |                                                |                                                |                                                |                                                |                                  |                                  |                                               |                                               |                                               |                                               |                                               |                                               |  |  |  |  |
|                             |                             |                             |                             |                             |                             |  |  |                                                |                                                |                                                |                                                |                                                |                                                |                                    |                                    |                                    |                                    |                                                                       |                                                                       |                                                                       |                                                                       |                                                                       |                                                                       |                                            |                                            |                                            |                                            |                                                   |                                                   |                                                   |                                                   |                                                   |                                                   |                                                  |                                                  |                                                  |                                                  |                               |                               |                                              |                                              |                                              |                                              |                                              |                                              |                                            |                                            |                                            |                                            |                                            |                                            |                                     |                                     |                        |                        |                        |                        |               |               |                                   |                                   |                                   |                                   |                                               |                                               |                                               |                                               |                                               |                                               |                                           |                                           |                                                |                                                |                                                |                                                |                                                |                                                |                                  |                                  |                                               |                                               |                                               |                                               |                                               |                                               |  |  |  |  |
|                             |                             |                             |                             |                             |                             |  |  |                                                |                                                |                                                |                                                |                                                |                                                |                                    |                                    |                                    |                                    |                                                                       |                                                                       |                                                                       |                                                                       |                                                                       |                                                                       |                                            |                                            |                                            |                                            |                                                   |                                                   |                                                   |                                                   |                                                   |                                                   |                                                  |                                                  |                                                  |                                                  |                               |                               |                                              |                                              |                                              |                                              |                                              |                                              |                                            |                                            |                                            |                                            |                                            |                                            |                                     |                                     |                        |                        |                        |                        |               |               |                                   |                                   |                                   |                                   |                                               |                                               |                                               |                                               |                                               |                                               |                                           |                                           |                                                |                                                |                                                |                                                |                                                |                                                |                                  |                                  |                                               |                                               |                                               |                                               |                                               |                                               |  |  |  |  |
|                             |                             |                             |                             |                             |                             |  |  |                                                |                                                |                                                |                                                |                                                |                                                |                                    |                                    |                                    |                                    |                                                                       |                                                                       |                                                                       |                                                                       |                                                                       |                                                                       |                                            |                                            |                                            |                                            |                                                   |                                                   |                                                   |                                                   |                                                   |                                                   |                                                  |                                                  |                                                  |                                                  |                               |                               |                                              |                                              |                                              |                                              |                                              |                                              |                                            |                                            |                                            |                                            |                                            |                                            |                                     |                                     |                        |                        |                        |                        |               |               |                                   |                                   |                                   |                                   |                                               |                                               |                                               |                                               |                                               |                                               |                                           |                                           |                                                |                                                |                                                |                                                |                                                |                                                |                                  |                                  |                                               |                                               |                                               |                                               |                                               |                                               |  |  |  |  |
| Anne Du Fay                 | Anne Du Fay                 | Anne Du Fay                 | Anne Du Fay                 | Anne Du Fay                 | Anne Du Fay                 |  |  | Charles de Cotte                               | Charles de Cotte                               | Charles de Cotte                               | Charles de Cotte                               | Charles de Cotte                               | Charles de Cotte                               |                                    |                                    |                                    |                                    | Nicolas Bodin (Conseiller du roi, Trésorier de la Prévôté de l'Hôtel) | Nicolas Bodin (Conseiller du roi, Trésorier de la Prévôté de l'Hôtel) | Nicolas Bodin (Conseiller du roi, Trésorier de la Prévôté de l'Hôtel) | Nicolas Bodin (Conseiller du roi, Trésorier de la Prévôté de l'Hôtel) | Nicolas Bodin (Conseiller du roi, Trésorier de la Prévôté de l'Hôtel) | Nicolas Bodin (Conseiller du roi, Trésorier de la Prévôté de l'Hôtel) |                                            |                                            |                                            |                                            | Raphaël Hardouin (peintre)                        | Raphaël Hardouin (peintre)                        | Raphaël Hardouin (peintre)                        | Raphaël Hardouin (peintre)                        | Raphaël Hardouin (peintre)                        | Raphaël Hardouin (peintre)                        |                                                  |                                                  | Marie Gaultier                                   | Marie Gaultier                                   | Marie Gaultier                | Marie Gaultier                | Marie Gaultier                               | Marie Gaultier                               |                                              |                                              | Michelle Gaultier                            | Michelle Gaultier                            | Michelle Gaultier                          | Michelle Gaultier                          | Michelle Gaultier                          | Michelle Gaultier                          |                                            |                                            | Edme Delisle (peintre)              | Edme Delisle (peintre)              | Edme Delisle (peintre) | Edme Delisle (peintre) | Edme Delisle (peintre) | Edme Delisle (peintre) |               |               |                                   |                                   |                                   |                                   | Jacques II Gabriel (1605-1662) (maître maçon) | Jacques II Gabriel (1605-1662) (maître maçon) | Jacques II Gabriel (1605-1662) (maître maçon) | Jacques II Gabriel (1605-1662) (maître maçon) | Jacques II Gabriel (1605-1662) (maître maçon) | Jacques II Gabriel (1605-1662) (maître maçon) |                                           |                                           |                                                |                                                | Maurice I Gabriel (maître maçon)               | Maurice I Gabriel (maître maçon)               | Maurice I Gabriel (maître maçon)               | Maurice I Gabriel (maître maçon)               | Maurice I Gabriel (maître maçon) | Maurice I Gabriel (maître maçon) |                                               |                                               |                                               |                                               |                                               |                                               |  |  |  |  |
| Anne Du Fay                 | Anne Du Fay                 | Anne Du Fay                 | Anne Du Fay                 | Anne Du Fay                 | Anne Du Fay                 |  |  | Charles de Cotte                               | Charles de Cotte                               | Charles de Cotte                               | Charles de Cotte                               | Charles de Cotte                               | Charles de Cotte                               |                                    |                                    |                                    |                                    | Nicolas Bodin (Conseiller du roi, Trésorier de la Prévôté de l'Hôtel) | Nicolas Bodin (Conseiller du roi, Trésorier de la Prévôté de l'Hôtel) | Nicolas Bodin (Conseiller du roi, Trésorier de la Prévôté de l'Hôtel) | Nicolas Bodin (Conseiller du roi, Trésorier de la Prévôté de l'Hôtel) | Nicolas Bodin (Conseiller du roi, Trésorier de la Prévôté de l'Hôtel) | Nicolas Bodin (Conseiller du roi, Trésorier de la Prévôté de l'Hôtel) |                                            |                                            |                                            |                                            | Raphaël Hardouin (peintre)                        | Raphaël Hardouin (peintre)                        | Raphaël Hardouin (peintre)                        | Raphaël Hardouin (peintre)                        | Raphaël Hardouin (peintre)                        | Raphaël Hardouin (peintre)                        |                                                  |                                                  | Marie Gaultier                                   | Marie Gaultier                                   | Marie Gaultier                | Marie Gaultier                | Marie Gaultier                               | Marie Gaultier                               |                                              |                                              | Michelle Gaultier                            | Michelle Gaultier                            | Michelle Gaultier                          | Michelle Gaultier                          | Michelle Gaultier                          | Michelle Gaultier                          |                                            |                                            | Edme Delisle (peintre)              | Edme Delisle (peintre)              | Edme Delisle (peintre) | Edme Delisle (peintre) | Edme Delisle (peintre) | Edme Delisle (peintre) |               |               |                                   |                                   |                                   |                                   | Jacques II Gabriel (1605-1662) (maître maçon) | Jacques II Gabriel (1605-1662) (maître maçon) | Jacques II Gabriel (1605-1662) (maître maçon) | Jacques II Gabriel (1605-1662) (maître maçon) | Jacques II Gabriel (1605-1662) (maître maçon) | Jacques II Gabriel (1605-1662) (maître maçon) |                                           |                                           |                                                |                                                | Maurice I Gabriel (maître maçon)               | Maurice I Gabriel (maître maçon)               | Maurice I Gabriel (maître maçon)               | Maurice I Gabriel (maître maçon)               | Maurice I Gabriel (maître maçon) | Maurice I Gabriel (maître maçon) |                                               |                                               |                                               |                                               |                                               |                                               |  |  |  |  |
|                             |                             |                             |                             |                             |                             |  |  |                                                |                                                |                                                |                                                |                                                |                                                |                                    |                                    |                                    |                                    |                                                                       |                                                                       |                                                                       |                                                                       |                                                                       |                                                                       |                                            |                                            |                                            |                                            |                                                   |                                                   |                                                   |                                                   |                                                   |                                                   |                                                  |                                                  |                                                  |                                                  |                               |                               |                                              |                                              |                                              |                                              |                                              |                                              |                                            |                                            |                                            |                                            |                                            |                                            |                                     |                                     |                        |                        |                        |                        |               |               |                                   |                                   |                                   |                                   |                                               |                                               |                                               |                                               |                                               |                                               |                                           |                                           |                                                |                                                |                                                |                                                |                                                |                                                |                                  |                                  |                                               |                                               |                                               |                                               |                                               |                                               |  |  |  |  |
|                             |                             |                             |                             |                             |                             |  |  |                                                |                                                |                                                |                                                |                                                |                                                |                                    |                                    |                                    |                                    |                                                                       |                                                                       |                                                                       |                                                                       |                                                                       |                                                                       |                                            |                                            |                                            |                                            |                                                   |                                                   |                                                   |                                                   |                                                   |                                                   |                                                  |                                                  |                                                  |                                                  |                               |                               |                                              |                                              |                                              |                                              |                                              |                                              |                                            |                                            |                                            |                                            |                                            |                                            |                                     |                                     |                        |                        |                        |                        |               |               |                                   |                                   |                                   |                                   |                                               |                                               |                                               |                                               |                                               |                                               |                                           |                                           |                                                |                                                |                                                |                                                |                                                |                                                |                                  |                                  |                                               |                                               |                                               |                                               |                                               |                                               |  |  |  |  |
|                             |                             |                             |                             |                             |                             |  |  |                                                |                                                |                                                |                                                |                                                |                                                |                                    |                                    |                                    |                                    |                                                                       |                                                                       |                                                                       |                                                                       |                                                                       |                                                                       |                                            |                                            |                                            |                                            |                                                   |                                                   |                                                   |                                                   |                                                   |                                                   |                                                  |                                                  |                                                  |                                                  |                               |                               |                                              |                                              |                                              |                                              |                                              |                                              |                                            |                                            |                                            |                                            |                                            |                                            |                                     |                                     |                        |                        |                        |                        |               |               |                                   |                                   |                                   |                                   |                                               |                                               |                                               |                                               |                                               |                                               |                                           |                                           |                                                |                                                |                                                |                                                |                                                |                                                |                                  |                                  |                                               |                                               |                                               |                                               |                                               |                                               |  |  |  |  |
| Louis de Cotte (architecte) | Louis de Cotte (architecte) | Louis de Cotte (architecte) | Louis de Cotte (architecte) | Louis de Cotte (architecte) | Louis de Cotte (architecte) |  |  | Robert de Cotte (architecte)                   | Robert de Cotte (architecte)                   | Robert de Cotte (architecte)                   | Robert de Cotte (architecte)                   | Robert de Cotte (architecte)                   | Robert de Cotte (architecte)                   |                                    |                                    | Catherine Bodin                    | Catherine Bodin                    | Catherine Bodin                                                       | Catherine Bodin                                                       | Catherine Bodin                                                       | Catherine Bodin                                                       |                                                                       |                                                                       | Anne Bodin                                 | Anne Bodin                                 | Anne Bodin                                 | Anne Bodin                                 | Anne Bodin                                        | Anne Bodin                                        |                                                   |                                                   | Jules Hardouin-Mansart (architecte)               | Jules Hardouin-Mansart (architecte)               | Jules Hardouin-Mansart (architecte)              | Jules Hardouin-Mansart (architecte)              | Jules Hardouin-Mansart (architecte)              | Jules Hardouin-Mansart (architecte)              |                               |                               | Michel Hardouin (architecte)                 | Michel Hardouin (architecte)                 | Michel Hardouin (architecte)                 | Michel Hardouin (architecte)                 | Michel Hardouin (architecte)                 | Michel Hardouin (architecte)                 |                                            |                                            | Pierre Delisle-Mansart (architecte)        | Pierre Delisle-Mansart (architecte)        | Pierre Delisle-Mansart (architecte)        | Pierre Delisle-Mansart (architecte)        | Pierre Delisle-Mansart (architecte) | Pierre Delisle-Mansart (architecte) |                        |                        | Marie Delisle          | Marie Delisle          | Marie Delisle | Marie Delisle | Marie Delisle                     | Marie Delisle                     |                                   |                                   | Jacques IV Gabriel (1630-1686) (architecte)   | Jacques IV Gabriel (1630-1686) (architecte)   | Jacques IV Gabriel (1630-1686) (architecte)   | Jacques IV Gabriel (1630-1686) (architecte)   | Jacques IV Gabriel (1630-1686) (architecte)   | Jacques IV Gabriel (1630-1686) (architecte)   |                                           |                                           | Jacques III Gabriel (1637-1697) (maître maçon) | Jacques III Gabriel (1637-1697) (maître maçon) | Jacques III Gabriel (1637-1697) (maître maçon) | Jacques III Gabriel (1637-1697) (maître maçon) | Jacques III Gabriel (1637-1697) (maître maçon) | Jacques III Gabriel (1637-1697) (maître maçon) |                                  |                                  | Maurice II Gabriel (1632-1693) (maître maçon) | Maurice II Gabriel (1632-1693) (maître maçon) | Maurice II Gabriel (1632-1693) (maître maçon) | Maurice II Gabriel (1632-1693) (maître maçon) | Maurice II Gabriel (1632-1693) (maître maçon) | Maurice II Gabriel (1632-1693) (maître maçon) |  |  |  |  |
| Louis de Cotte (architecte) | Louis de Cotte (architecte) | Louis de Cotte (architecte) | Louis de Cotte (architecte) | Louis de Cotte (architecte) | Louis de Cotte (architecte) |  |  | Robert de Cotte (architecte)                   | Robert de Cotte (architecte)                   | Robert de Cotte (architecte)                   | Robert de Cotte (architecte)                   | Robert de Cotte (architecte)                   | Robert de Cotte (architecte)                   |                                    |                                    | Catherine Bodin                    | Catherine Bodin                    | Catherine Bodin                                                       | Catherine Bodin                                                       | Catherine Bodin                                                       | Catherine Bodin                                                       |                                                                       |                                                                       | Anne Bodin                                 | Anne Bodin                                 | Anne Bodin                                 | Anne Bodin                                 | Anne Bodin                                        | Anne Bodin                                        |                                                   |                                                   | Jules Hardouin-Mansart (architecte)               | Jules Hardouin-Mansart (architecte)               | Jules Hardouin-Mansart (architecte)              | Jules Hardouin-Mansart (architecte)              | Jules Hardouin-Mansart (architecte)              | Jules Hardouin-Mansart (architecte)              |                               |                               | Michel Hardouin (architecte)                 | Michel Hardouin (architecte)                 | Michel Hardouin (architecte)                 | Michel Hardouin (architecte)                 | Michel Hardouin (architecte)                 | Michel Hardouin (architecte)                 |                                            |                                            | Pierre Delisle-Mansart (architecte)        | Pierre Delisle-Mansart (architecte)        | Pierre Delisle-Mansart (architecte)        | Pierre Delisle-Mansart (architecte)        | Pierre Delisle-Mansart (architecte) | Pierre Delisle-Mansart (architecte) |                        |                        | Marie Delisle          | Marie Delisle          | Marie Delisle | Marie Delisle | Marie Delisle                     | Marie Delisle                     |                                   |                                   | Jacques IV Gabriel (1630-1686) (architecte)   | Jacques IV Gabriel (1630-1686) (architecte)   | Jacques IV Gabriel (1630-1686) (architecte)   | Jacques IV Gabriel (1630-1686) (architecte)   | Jacques IV Gabriel (1630-1686) (architecte)   | Jacques IV Gabriel (1630-1686) (architecte)   |                                           |                                           | Jacques III Gabriel (1637-1697) (maître maçon) | Jacques III Gabriel (1637-1697) (maître maçon) | Jacques III Gabriel (1637-1697) (maître maçon) | Jacques III Gabriel (1637-1697) (maître maçon) | Jacques III Gabriel (1637-1697) (maître maçon) | Jacques III Gabriel (1637-1697) (maître maçon) |                                  |                                  | Maurice II Gabriel (1632-1693) (maître maçon) | Maurice II Gabriel (1632-1693) (maître maçon) | Maurice II Gabriel (1632-1693) (maître maçon) | Maurice II Gabriel (1632-1693) (maître maçon) | Maurice II Gabriel (1632-1693) (maître maçon) | Maurice II Gabriel (1632-1693) (maître maçon) |  |  |  |  |
|                             |                             |                             |                             |                             |                             |  |  |                                                |                                                |                                                |                                                |                                                |                                                |                                    |                                    |                                    |                                    |                                                                       |                                                                       |                                                                       |                                                                       |                                                                       |                                                                       |                                            |                                            |                                            |                                            |                                                   |                                                   |                                                   |                                                   |                                                   |                                                   |                                                  |                                                  |                                                  |                                                  |                               |                               |                                              |                                              |                                              |                                              |                                              |                                              |                                            |                                            |                                            |                                            |                                            |                                            |                                     |                                     |                        |                        |                        |                        |               |               |                                   |                                   |                                   |                                   |                                               |                                               |                                               |                                               |                                               |                                               |                                           |                                           |                                                |                                                |                                                |                                                |                                                |                                                |                                  |                                  |                                               |                                               |                                               |                                               |                                               |                                               |  |  |  |  |
|                             |                             |                             |                             |                             |                             |  |  |                                                |                                                |                                                |                                                | Jules-Robert de Cotte (architecte)             | Jules-Robert de Cotte (architecte)             | Jules-Robert de Cotte (architecte) | Jules-Robert de Cotte (architecte) | Jules-Robert de Cotte (architecte) | Jules-Robert de Cotte (architecte) |                                                                       |                                                                       |                                                                       |                                                                       |                                                                       |                                                                       |                                            |                                            |                                            |                                            | Jacques Hardouin-Mansart (Président au Parlement) | Jacques Hardouin-Mansart (Président au Parlement) | Jacques Hardouin-Mansart (Président au Parlement) | Jacques Hardouin-Mansart (Président au Parlement) | Jacques Hardouin-Mansart (Président au Parlement) | Jacques Hardouin-Mansart (Président au Parlement) |                                                  |                                                  |                                                  |                                                  |                               |                               | Jules Michel Alexandre Hardouin (architecte) | Jules Michel Alexandre Hardouin (architecte) | Jules Michel Alexandre Hardouin (architecte) | Jules Michel Alexandre Hardouin (architecte) | Jules Michel Alexandre Hardouin (architecte) | Jules Michel Alexandre Hardouin (architecte) |                                            |                                            |                                            |                                            |                                            |                                            |                                     |                                     |                        |                        |                        |                        |               |               | Jacques V Gabriel (architecte)    | Jacques V Gabriel (architecte)    | Jacques V Gabriel (architecte)    | Jacques V Gabriel (architecte)    | Jacques V Gabriel (architecte)                | Jacques V Gabriel (architecte)                |                                               |                                               |                                               |                                               |                                           |                                           |                                                |                                                |                                                |                                                |                                                |                                                |                                  |                                  |                                               |                                               |                                               |                                               |                                               |                                               |  |  |  |  |
|                             |                             |                             |                             |                             |                             |  |  |                                                |                                                |                                                |                                                | Jules-Robert de Cotte (architecte)             | Jules-Robert de Cotte (architecte)             | Jules-Robert de Cotte (architecte) | Jules-Robert de Cotte (architecte) | Jules-Robert de Cotte (architecte) | Jules-Robert de Cotte (architecte) |                                                                       |                                                                       |                                                                       |                                                                       |                                                                       |                                                                       |                                            |                                            |                                            |                                            | Jacques Hardouin-Mansart (Président au Parlement) | Jacques Hardouin-Mansart (Président au Parlement) | Jacques Hardouin-Mansart (Président au Parlement) | Jacques Hardouin-Mansart (Président au Parlement) | Jacques Hardouin-Mansart (Président au Parlement) | Jacques Hardouin-Mansart (Président au Parlement) |                                                  |                                                  |                                                  |                                                  |                               |                               | Jules Michel Alexandre Hardouin (architecte) | Jules Michel Alexandre Hardouin (architecte) | Jules Michel Alexandre Hardouin (architecte) | Jules Michel Alexandre Hardouin (architecte) | Jules Michel Alexandre Hardouin (architecte) | Jules Michel Alexandre Hardouin (architecte) |                                            |                                            |                                            |                                            |                                            |                                            |                                     |                                     |                        |                        |                        |                        |               |               | Jacques V Gabriel (architecte)    | Jacques V Gabriel (architecte)    | Jacques V Gabriel (architecte)    | Jacques V Gabriel (architecte)    | Jacques V Gabriel (architecte)                | Jacques V Gabriel (architecte)                |                                               |                                               |                                               |                                               |                                           |                                           |                                                |                                                |                                                |                                                |                                                |                                                |                                  |                                  |                                               |                                               |                                               |                                               |                                               |                                               |  |  |  |  |
|                             |                             |                             |                             |                             |                             |  |  |                                                |                                                |                                                |                                                |                                                |                                                |                                    |                                    |                                    |                                    |                                                                       |                                                                       |                                                                       |                                                                       |                                                                       |                                                                       |                                            |                                            |                                            |                                            |                                                   |                                                   |                                                   |                                                   |                                                   |                                                   |                                                  |                                                  |                                                  |                                                  |                               |                               |                                              |                                              |                                              |                                              |                                              |                                              |                                            |                                            |                                            |                                            |                                            |                                            |                                     |                                     |                        |                        |                        |                        |               |               |                                   |                                   |                                   |                                   |                                               |                                               |                                               |                                               |                                               |                                               |                                           |                                           |                                                |                                                |                                                |                                                |                                                |                                                |                                  |                                  |                                               |                                               |                                               |                                               |                                               |                                               |  |  |  |  |
|                             |                             |                             |                             |                             |                             |  |  |                                                |                                                |                                                |                                                |                                                |                                                |                                    |                                    |                                    |                                    |                                                                       |                                                                       |                                                                       |                                                                       |                                                                       |                                                                       | Jean Hardouin-Mansart de Jouy (architecte) | Jean Hardouin-Mansart de Jouy (architecte) | Jean Hardouin-Mansart de Jouy (architecte) | Jean Hardouin-Mansart de Jouy (architecte) | Jean Hardouin-Mansart de Jouy (architecte)        | Jean Hardouin-Mansart de Jouy (architecte)        |                                                   |                                                   | Jacques Hardouin-Mansart de Sagonne (architecte)  | Jacques Hardouin-Mansart de Sagonne (architecte)  | Jacques Hardouin-Mansart de Sagonne (architecte) | Jacques Hardouin-Mansart de Sagonne (architecte) | Jacques Hardouin-Mansart de Sagonne (architecte) | Jacques Hardouin-Mansart de Sagonne (architecte) |                               |                               |                                              |                                              |                                              |                                              |                                              |                                              |                                            |                                            |                                            |                                            |                                            |                                            |                                     |                                     |                        |                        |                        |                        |               |               | Ange-Jacques Gabriel (architecte) | Ange-Jacques Gabriel (architecte) | Ange-Jacques Gabriel (architecte) | Ange-Jacques Gabriel (architecte) | Ange-Jacques Gabriel (architecte)             | Ange-Jacques Gabriel (architecte)             |                                               |                                               |                                               |                                               |                                           |                                           |                                                |                                                |                                                |                                                |                                                |                                                |                                  |                                  |                                               |                                               |                                               |                                               |                                               |                                               |  |  |  |  |
|                             |                             |                             |                             |                             |                             |  |  |                                                |                                                |                                                |                                                |                                                |                                                |                                    |                                    |                                    |                                    |                                                                       |                                                                       |                                                                       |                                                                       |                                                                       |                                                                       | Jean Hardouin-Mansart de Jouy (architecte) | Jean Hardouin-Mansart de Jouy (architecte) | Jean Hardouin-Mansart de Jouy (architecte) | Jean Hardouin-Mansart de Jouy (architecte) | Jean Hardouin-Mansart de Jouy (architecte)        | Jean Hardouin-Mansart de Jouy (architecte)        |                                                   |                                                   | Jacques Hardouin-Mansart de Sagonne (architecte)  | Jacques Hardouin-Mansart de Sagonne (architecte)  | Jacques Hardouin-Mansart de Sagonne (architecte) | Jacques Hardouin-Mansart de Sagonne (architecte) | Jacques Hardouin-Mansart de Sagonne (architecte) | Jacques Hardouin-Mansart de Sagonne (architecte) |                               |                               |                                              |                                              |                                              |                                              |                                              |                                              |                                            |                                            |                                            |                                            |                                            |                                            |                                     |                                     |                        |                        |                        |                        |               |               | Ange-Jacques Gabriel (architecte) | Ange-Jacques Gabriel (architecte) | Ange-Jacques Gabriel (architecte) | Ange-Jacques Gabriel (architecte) | Ange-Jacques Gabriel (architecte)             | Ange-Jacques Gabriel (architecte)             |                                               |                                               |                                               |                                               |                                           |                                           |                                                |                                                |                                                |                                                |                                                |                                                |                                  |                                  |                                               |                                               |                                               |                                               |                                               |                                               |  |  |  |  |
|                             |                             |                             |                             |                             |                             |  |  |                                                |                                                |                                                |                                                |                                                |                                                |                                    |                                    |                                    |                                    |                                                                       |                                                                       |                                                                       |                                                                       |                                                                       |                                                                       |                                            |                                            |                                            |                                            |                                                   |                                                   |                                                   |                                                   |                                                   |                                                   |                                                  |                                                  |                                                  |                                                  |                               |                               |                                              |                                              |                                              |                                              |                                              |                                              |                                            |                                            |                                            |                                            |                                            |                                            |                                     |                                     |                        |                        |                        |                        |               |               | Ange-Antoine Gabriel (architecte) |                                   |                                   |                                   |                                               |                                               |                                               |                                               |                                               |                                               |                                           |                                           |                                                |                                                |                                                |                                                |                                                |                                                |                                  |                                  |                                               |                                               |                                               |                                               |                                               |                                               |  |  |  |  |

## Famille
- Jacques IV Gabriel a été marié avec Marie Delisle. De cette union sont nés cinq enfants, dont : 
  - François Gabriel, baptisé le 8 juin 1664, receveur des rentes du clergé, trésorier des bâtiments,
  - Jacques V Gabriel, premier architecte du roi, d'abord marié à Marie Delespine, il a eu d'un second mariage avec Élisabeth Besnier,
    - Ange-Jacques Gabriel, premier architecte du roi, marié en 1728 à Angélique Delamotte,
      - Ange-Antoine Gabriel, architecte,
      - Ange-Charles Gabriel de Saint-Charles.

    - Robert Gabriel des Préaux, capitaine de dragons au régiment de Nicolaï.
    - Albert-Louis Gabriel de Villedieu
    - Jules Gabriel,
    - Jeanne Élisabeth Gabriel, mariée en 1730 à Salomon Le Clerc du Coudray.
    - Marie-Anne Gabriel, mariée en 1732 à Alexandre de Fougy, lieutenant général au bailliage de Conches,
    - Jacques-Pierre Gabriel de Bernay, capitaine d'infanterie,
    - Marie-Marguerite Gabriel, morte en 1740,
    - Julie Gabriel, religieuse.

  - Marie-Anne Gabriel, religieuse,
  - Claude Gabriel, mousquetaire,
  - Marie-Denise Gabriel.

Marie Delisle s'est remariée le 13 novembre 1687 avec Gilles de Juigné.